# Federação das Indústrias do Estado de Minas Gerais
A Federação das Indústrias do Estado de Minas Gerais (FIEMG) representa a indústria do Estado e atua na defesa de seus interesses local e nacionalmente. A entidade coloca à disposição das empresas mineiras assessoria e apoio em áreas vitais como crédito e financiamento, tributária, meio ambiente e trabalhista. Isto para contribuir com o desenvolvimento sustentável e a competitividade das indústrias instaladas no Estado, bem como para o aumento e fortalecimento do associativismo.
Em 2017, apresentou o Plano Regional de Atração de Investimentos (PRAI), onde, na primeira etapa, 30 cidades foram selecionadas para receber apoio na promoção e facilitação de investimentos.
Por meio de Regionais distribuídas estrategicamente, a FIEMG atende às demandas da indústria mineira em todos os municípios de Minas Gerais. E atua também por meio dos Colegiados, formados por Câmaras e Conselhos, que são importantes fóruns de integração dos empresários que se reúnem em torno de interesses comuns.
O ex-vice Presidente da República José Alencar já assumiu a presidência da Federação, papel que o destacou nacionalmente. Também já teve como vice-presidente Luiz de Paula Atualmente, a FIEMG é presidida por Olavo Machado Junior, em seu segundo mandato.